# Etanercept
Etanercept – rekombinowane białko receptorowe p75 Fc powiązane z fragmentem Fc ludzkiej IgG1, które wiąże się z czynnikiem martwicy nowotworów α (TNF-α), przeciwdziałając jego efektom. Jest lekiem immunosupresyjnym, stosowanym między innymi w terapii reumatoidalnego zapalenia stawów, podawanym podskórnie.

## Mechanizm działania
Etanercept stanowi połączenie między pozakomórkową domeną receptora 2 ludzkiego TNF-α (TNFR2/p75) a domeną Fc ludzkiej IgG1. TNF-α, wiążąc się ze związanym z błoną komórkową receptorem p75 (występuje on także w formie wolnej), wpływa na rozwój zapalenia. Etanercept hamuje więc wiązanie TNF-α do receptora, co sprawia, że staje się on biologicznie nieaktywny. Obecność fragmentu Fc powoduje, że lek ma dłuższy okres półtrwania.
Etanercept wiąże także TNF-β.

## Wskazania
Stosuje się w ciężkich zapaleniach stawów, u których terapia metotreksatem jest nieskuteczna:
- reumatoidalne zapalenie stawów
- młodzieńcze idiopatyczne zapalenie stawów o początku wielostawowym
- łuszczycowe zapalenie stawów
- zesztywniające zapalenie stawów kręgosłupa.

Ponadto stosuje się go w łuszczycy, przy braku odpowiedzi na dotychczasowe leczenie.

## Przeciwwskazania
- nadwrażliwość na lek
- posocznica
- czynne zakażenie

Ostrożnie:
- nawracające zakażenia w wywiadzie
- cukrzyca
- zaburzenia składu krwi w wywiadzie
- zespoły demielinizacyjne
- zastoinowa niewydolność serca
- ziarniniakowatość z zapaleniem naczyń

Nie należy w trakcie terapii dokonywać szczepień ochronnych.

## Działania niepożądane
- uaktywnienie gruźlicy płuc
- odczyny alergiczne w miejscu wstrzyknięcia
- zakażenia górnych dróg oddechowych i zatok obocznych nosa
- pojawienie się autoprzeciwciał przeciwjądrowych
- gorączka
- bóle głowy
- zawroty głowy
- kaszel
- osłabienie
- bóle brzucha
- osutki polekowe
- niestrawność
- nowotwory złośliwe – zwiększone ryzyko zachorowania na chłoniaka
- niewydolność serca
- choroba niedokrwienna serca
- zawał mięśnia sercowego
- niedotlenienie mózgu
- nadciśnienie tętnicze
- niedociśnienie tętnicze
- zapalenie pęcherzyka żółciowego
- zapalenie trzustki
- krwotok z przewodu pokarmowego
- zapalenie kaletek stawowych
- depresja
- duszność
- małopłytkowość

Rzadko:
- niedokrwistość
- leukopenia
- pancytopenia
- padaczka
- obrzęk naczynioruchowy

Bardzo rzadko:
- niedokrwistość aplastyczna
- stwardnienie rozsiane
- zapalenie nerwu wzrokowego

## Preparaty
Preparaty dostępne w Polsce: Enbrel, Benepali, Erelzi.